# Phaconeura proserpina
Phaconeura proserpina är en insektsart som beskrevs av Hoch 1993. Phaconeura proserpina ingår i släktet Phaconeura och familjen Meenoplidae. Inga underarter finns listade i Catalogue of Life.